# 116 كليك
116 كليك (بالإنجليزية: 116 Clique)‏ (تنطق واحد واحد ستة كليك) هي فرقة هيب هوب أمريكية مسيحية من دالاس، تكساس موقعة لـشركة التسجيلات Reach Records.

## روابط خارجية
- 116 كليك على موقع ميوزك برينز (الإنجليزية)
- 116 كليك على موقع أول ميوزيك (الإنجليزية)
- 116 كليك على موقع ديسكوغز (الإنجليزية)